# Фонтан Ганимед
Фонтан Ганимед (словац. Ganymedova fontána) — фонтан в стиле необарокко, расположенный на площади Гвездослава в Братиславе перед историческим зданием братиславского театра. С момента своего создания фонтан составил неразрывное единое архитектурное целое со зданием бывшего Муниципального театра.
В 1886 году завершилось строительство монументального здания Городского театра. Пространство перед главным входом в театр дополнил художественный фонтан работы братиславского скульптора Виктора Тильгнера. Заказчиком строительства выступил банк Prvá Bratislavaska sporiteľna (венг. Első Pozsony takarékpénztár), преподнёсший фонтан городу после окончания строительства в 1888 году.
При подготовке проекта Тильгнер считал главной задачей добиться единства стиля с зданием театра и поэтому создал свой фонтан таким образом, чтобы его внешний вид органично дополнял монументальность здания.
Темой фонтана стал древний миф о юноше Ганимеде, которого Зевс похитил в обитель богов на Олимпе с помощью своего орла. Автор вдохновлялся фонтанами в парке Вилла д'Эсте в Тиволи. В деталях он продолжил традицию Доннера, которую соединил с реалиями Братиславы. Прекрасным примером этого симбиоза стали фигурки детей на постаменте фонтана, держащих в руках четыре вида самой распространённой дунайской рыбы. По периметру большой каменной чаши Тильгнер разместил три пары типичных для Дунайского региона водных животных: водяных черепах, лягушек и раков.
Фигурные части фонтана по моделям Тильгнера были отлиты из бронзы металлургической компанией «Бешорнер» в Будапеште. Фонтан Ганимед стал первым общественным фонтаном в Братиславе, имевшим исключительно декоративную функцию, который не был ни частью городского водопровода, ни источником питьевой воды для жителей окрестных домов.